# Сонячне затемнення 20 квітня 2023 року
Сонячне затемнення 20 квітня 2023 року — гібридне (повне / кільцеподібне) сонячне затемнення 129 сароса, яке найкраще було видно в східній частині Індійського океану, Австралії, Східному Тиморі, Індонезії та західній частині Тихого океану. Максимальна фаза затемнення склала 1.0132, а максимальна тривалість повної фази — 1 хв. 16 сек. Це затемнення є повторенням через сарос повного сонячного затемнення 8 квітня 2005. Наступне затемнення даного саросу відбудеться 30 квітня 2041 року.
Основні населені пункти, де можна було спостерігати повне затемнення
| Населений пункт | Час UTC  | Η     | Тривалість |
| Ексмут (англ.)  | 03:30:10 | 54,3° | 57 с       |
| Вікеке          | 04:19:31 | 66,7° | 1 м 07 с   |
| Лоспалос        | 04:21:39 | 66,4° | 1 м 09 с   |
| Острів Біак     | 04:57:09 | 57,1° | 1 м 05 с   |

## Зображення
Анімація ходу затемнення